# Кар'єра лиходія
«Кар'єра лиходія» (англ. Career of Evil) — детективний роман Джоан Роулінг, що вийшов у жовтні 2015 року під псевдонімом Роберт Ґалбрейт (англ. Robert Galbraith).

## Сюжет
Робін отримує загадковий пакунок - і з жахом виявляє, що невідомий лиходій надіслав їй відрізану жіночу ногу. Її шеф, приватний детектив Корморан Страйк, не настільки вражений, але стривожений не менше за неї. В його минулому є четверо людей, які винуватять Страйка за свої біди і які здатні на такий моторошний злочин.
Поліція зосереджує увагу на одному з них, але Страйк не впевнений, що це саме він, тож їм з Робін доводиться взяти справу у свої руки й поринути в темний і збочений світ трьох інших підозрюваних. Але страхітливі події не припиняються, а час невідворотно спливає...

## Сиквел
У березні 2017 року Роулінґ опублікувала підказку щодо назви четвертої книги серії у своєму акаунті в Twitter. Один фанат здогадався про назву, і Роулінґ показала, що назва її наступної книги буде «Убивчий білий».
23 березня 2018 року Роулінґ написала у Твіттері, що вона закінчила рукопис для "Убивчий білий".